# 2764 Moeller
2764 Moeller је астероид главног астероидног појаса чија средња удаљеност од Сунца износи 2,247 астрономских јединица (АЈ).
Апсолутна магнитуда астероида је 13,6.